# Alison Munro
Pour les articles homonymes, voir Munro (homonymie).
Alison Munro, née Donald, le 12 février 1914 à Liskeard (Cornouailles) et morte le 2 septembre 2008 à West Wittering (Sussex), est une haut fonctionnaire et directrice d'école britannique. Elle dirige la St Paul's Girls' School à Londres, de 1964 à 1974.

## Biographie
Alison Munro est née en Liskeard, en Cornouailles. Son père, John Donald, est un médecin écossais, installé alors à Paisley, et sa mère Helen Barrow, née Wilson, est une pianiste concertiste. La famille s'installe en Afrique du Sud à cause des problèmes de santé du père, et Alison, alors âgée de dix ans, commence ses études secondaires à la Wynberg Girls' High School (en) du Cap, mais ses deux parents meurent et les enfants rentrent en Angleterre. Son frère aîné, Ian Donald (en), professeur de médecine à Glasgow, met au point l'utilisation du scanner pour les diagnostics gynécologiques.

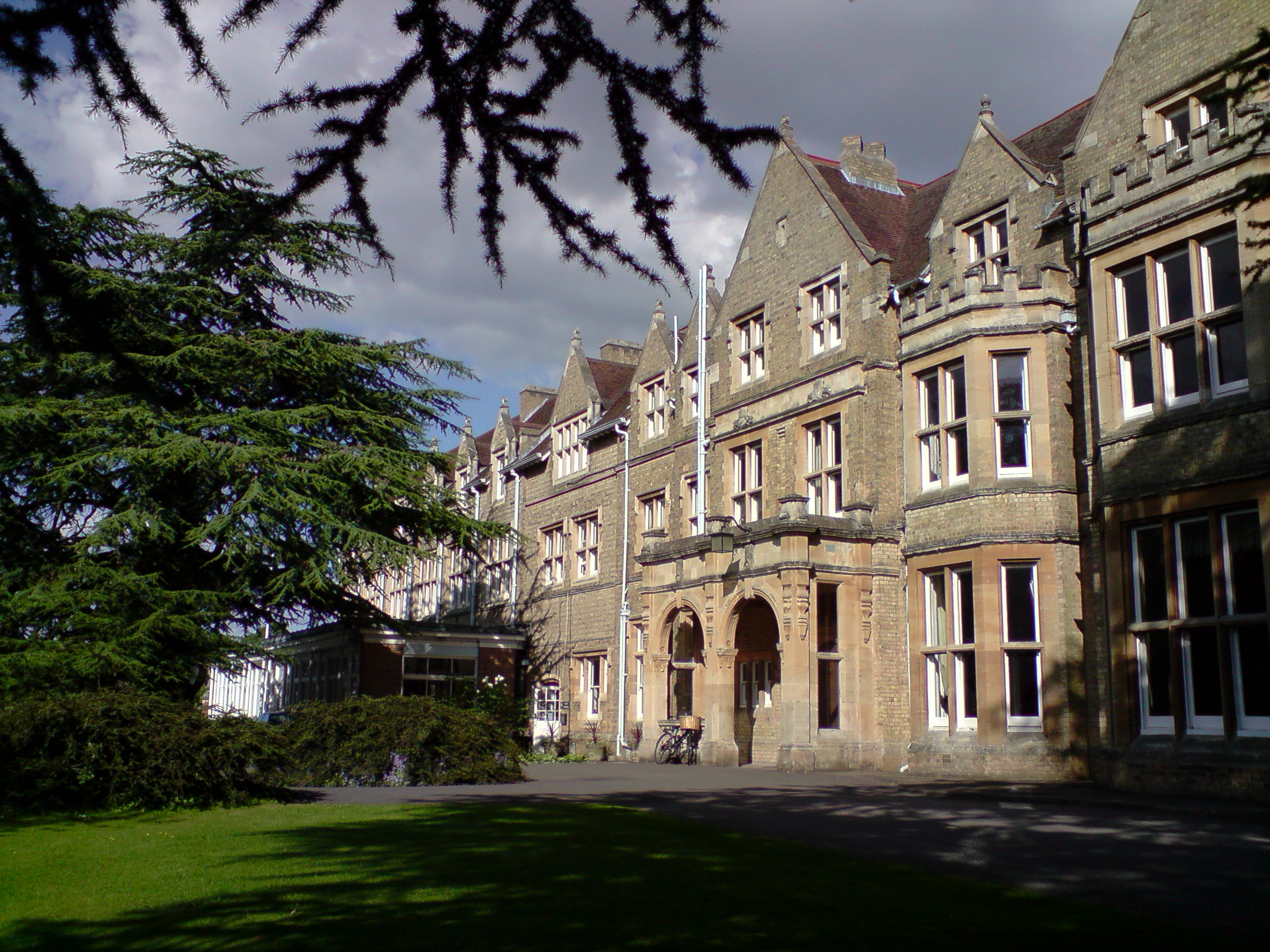
Alison Munro est étudiante à St Hilda (1933-1936)

Alison Munro effectue ses deux dernières années d'études secondaires à St Paul's Girls' School, Hammersmith. Elle s'inscrit ensuite à St Hilda's College, Oxford, d'abord en mathématiques, puis en philosophie, politique et économie où elle obtient son diplôme avec mention très bien.

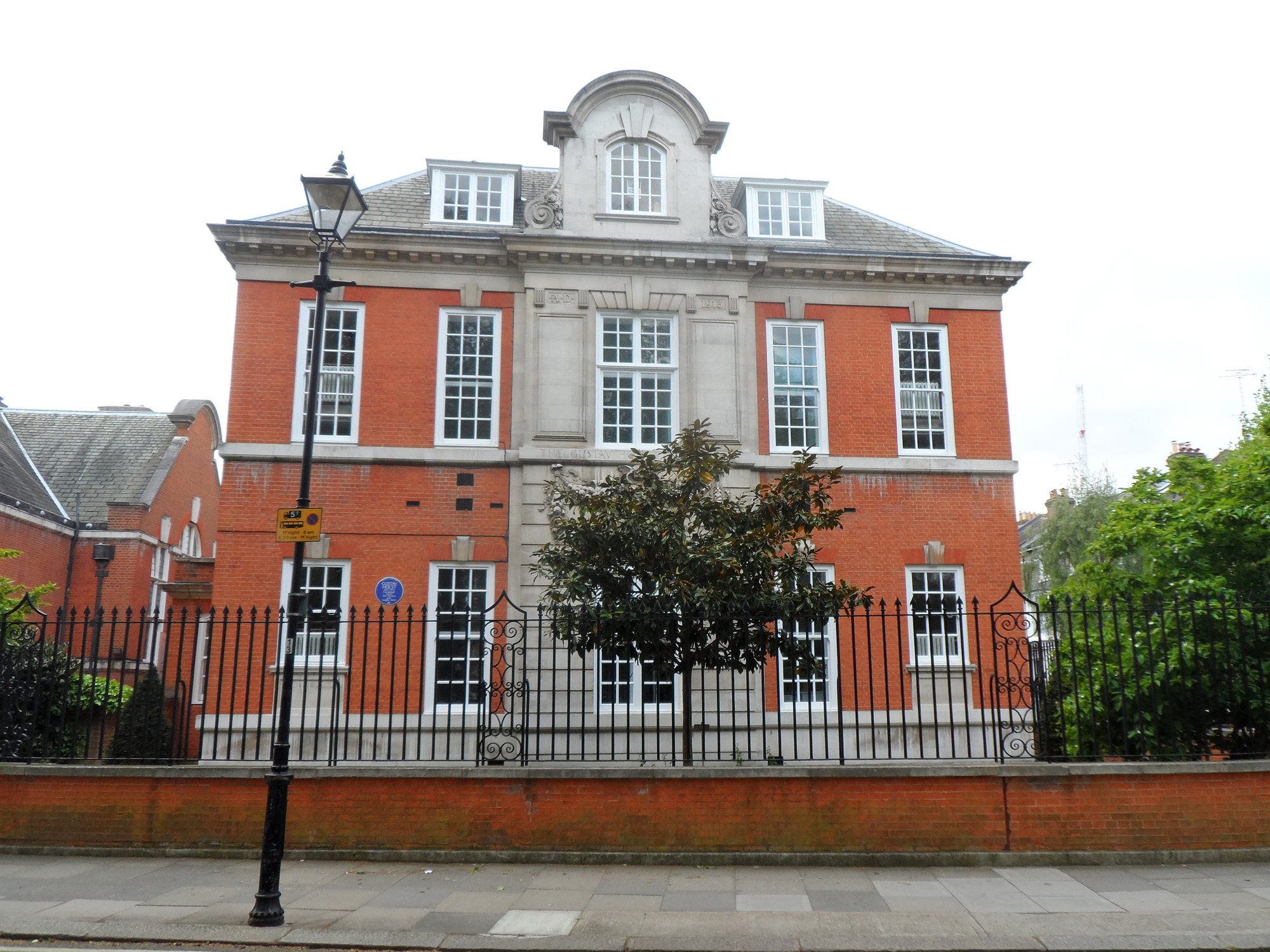
A. Munro dirige St Paul's Girls' School (1964-1974)

Le 3 septembre 1939, elle épouse un pilote de la Royal Air Force, Alan Lamont Munro, qui est tué en mission aérienne, le 19 mars 1941, avant la naissance de leur fils. Elle trouve un travail au ministère de l'Air, notamment comme assistante de Robert Watson-Watt, l'inventeur du radar. En 1945, elle le suit au ministère de l'aviation civile. Elle devient sous-secrétaire au ministère des transports et de l'aviation civile en 1958, puis au ministère de l'aviation en 1960.
En 1964, elle quitte la fonction publique pour diriger la St Paul's Girls' School où elle prend la succession de Margaret Osborn. Elle devient commandeur de l'ordre de l'Empire britannique cette même année.
Durant son mandat à St Paul's Girl School, elle met fin à d'anciennes traditions, notamment le port de l'uniforme pour les élèves. Elle supprime également le système de préfets d'études et met en œuvre des projets de nouveaux bâtiments, de création d'extensions et de rénovation. Elle est remplacée à cette fonction par Heather Brigstocke.

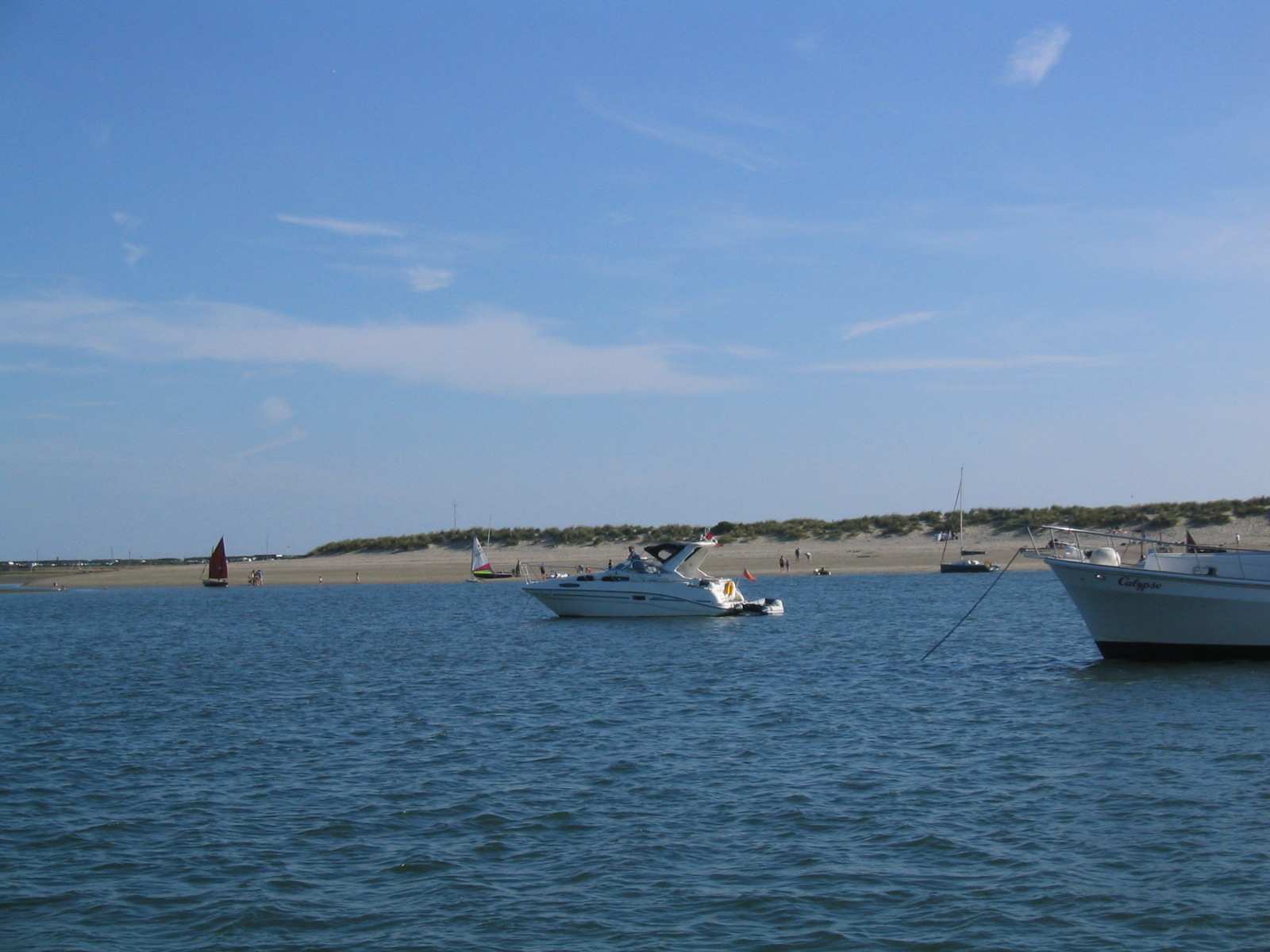
Retraite à West Wittering

Peu avant son départ de l'école, en 1974, elle est nommée présidente de l'organisme de santé du district sud-londonien de Merton, Sutton et Wandsworth, puis, huit après, de l'organisme de santé de Chichester. Elle est membre du conseil d'administration de la British Library de 1973 à 1979, et membre de la British Tourist Authority de 1973 à 1981. Elle est passionnée de navigation de plaisance, et dirige le club nautique de West Wittering de 1986 à 1988. Elle est présidente de la Chichester and District Caledonian Society, de danse écossaise dans les années 1990.
Elle meurt à West Wittering, dans le Sussex, en 2008.

## Distinctions
- 1985 : Dame commandeur de l'Ordre de l'Empire britannique